# Gmina Dzierzgowo
Gmina Dzierzgowo es un "gmina" rural (distrito administrativo) en el condado de Mława, Voivodato de Mazovia, en el este de Polonia central. Su sede es el pueblo de Dzierzgowo, situado a unos 21 kilómetros al este de Mława y a 108 kilómetros al norte de Varsovia.
El gmina cubre una área de 150.63 kilómetros cuadrados, y para 2006 su población total era de 3,405 habitantes (3,301 en 2013).

## Pueblos
En el municipio de Dzierzgowo se encuentran los pueblos y localidades de Brzozowo-Czary, Brzozowo-Dąbrówka, Brzozowo-Lęg, Brzozowo-Maje, Brzozowo-Utraty, Choszczewka, Dobrogosty, Dzierzgówek, Dzierzgowo, Kamień, Kitki, Kolonia Choszczewka, Kostusin, Krery, Kurki, Międzyleś, Nowe Brzozowo, Nowe Łączyno, Pęcherze, Pobodze, Rogale, Ruda, Rzęgnowo, Sosnówka, Stare Brzozowo, Stare Łączyno, Stegna, Szpaki, Szumsk, Szumsk-Sodowo, Tańsk-Chorąże, Tańsk-Grzymki, Tańsk-Kęsocha, Tańsk-Kiernozy, Tańsk-Przedbory, Tańsk-Umiotki, Wasiła, Wydrzywilk, Żaboklik y Zawady.

## Gminas vecinas
El municipio de Dzierzgowo limita con los municipios de Chorzele, Czernice Borowe, Grudusk,  Janowiec Kościelny, Janowo, Krzynowłoga Mała, Szydłowo y Wieczfnia Kościelna.